# Категория сложности (скалолазание)

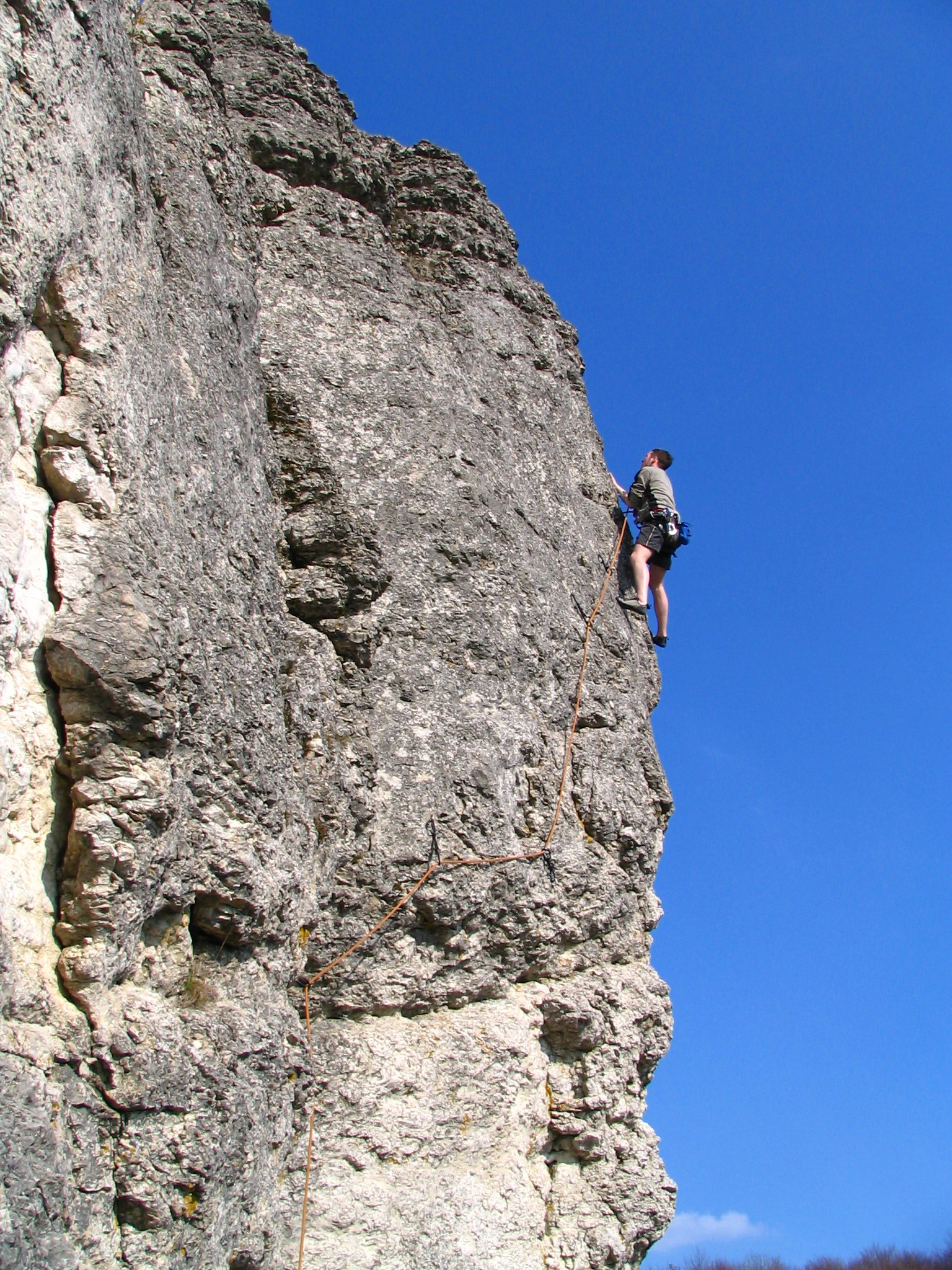
Прохождение маршрута сложности R5

В скалолазании, альпинизме, горном туризме, спортивном туризме и других дисциплинах восхождения альпинисты дают оценку маршруту восхождения, в котором кратко описывают сложность и опасность восхождения. Каждый маршрут имеет свои особенности, разные страны разработали свои собственные системы классификации их сложности.
Есть ряд факторов, которые влияют на сложность восхождения:
- Техническая сложность движений
- Требуемая сила и выносливость
- Сложность страховки и защиты лидера, который проходит маршрут

Различные классификации рассматривают эти факторы по-разному, поэтому не имеют точного взаимно однозначного соответствия.
Категории сложности по своей природе субъективны. Обычно это консолидированное мнение одного или нескольких альпинистов. Но зачастую сильное влияние оказывает мнение первопроходца, или автора путеводителя. Оценка для каждого маршрута может быть основана на соглашении, достигнутом несколькими альпинистами, которые поднялись по маршруту. Из-за различий во мнениях разных альпинистов, конкретному альпинисту маршрут может показаться проще (или сложнее), чем предполагалось.
Считается[кем?], что каждая следующая категория уменьшает количество скалолазов, способных преодолеть её, в 4 раза.

## История
В 1894 году австрийский альпинист Фриц Бенеш представил первую известную систему классификации скалолазания. Шкала Бенеша имела 7 уровней сложности, в которой уровень VII — самый легкий, а I — самый сложный уровень. Вскоре были совершены более сложные восхождения, которые первоначально были оценены на уровне 0 и 00. В 1923 году немецкий альпинист Вильгельм Вельценбах сузил масштаб и перевернул порядок, так что уровень 00 стал уровнем IV-V. Эта «Шкала Вельценбаха» была признана в 1935 году французскими альпинистами, такими как Люсьен Деви, Пьер Аллен и Арманд Шарле, для маршрутов в Западных Альпах, а в 1947 году в Шамони Международным союзом альпинистских ассоциаций. Он преобладал на международном уровне и в 1968 году был переименован в шкалу UIAA. Первоначальная 6-бальная шкала была официально представлена в 1979 году.

## Свободное лазание
Для свободного лазания существует множество различных систем классификации, в зависимости от страны. Среди них:

### Десятичная система Йосемити (YDS)
Десятичная система Йосемити (YDS) оценки сложности маршрутов была первоначально разработана как система классификации клуба Сьерра в 1930-х годах для оценки сложности походов и восхождений в Сьерра-Невада. Часть оценок была разработана на скале Тахкит в Южной Калифорнии членами Секции скалолазания главы англиканского клуба Сьерра в 1950-х годах. Система быстро распространилась на Северную и Южную Америку.
Если маршрут осуществляют с помощью подъёма (использование ИТО), то обозначение ИТО будет добавлено к рейтингу. Например, Стена Северной Америки на Эль-Капитане будет классифицирована как «VI, 5.8, A5 [2]» или Medlicott Dome — Bachar / Yerian 5.11c (X, ***).

#### Техническая сложность
Система состоит из 5 классов, указывающих технические трудности самого сложного участка.
Класс 1 является самым простым и похож на прогулку по ровной местности.
Класс 5 — это лазание по вертикальной или почти вертикальной скале, требует определённых навыков и умения обращаться с верёвкой для безопасного подъёма. Падение без верёвки может привести к серьёзным травмам или смерти.
Класс 6 изначально использовали для оценки подъёмов с использованием ИТО. Однако вместо класса 6 стала популярной система оценки A.
Первоначальная задумка состояла в том, что классы будут разделяться таким образом, что маршрут, оцененный в 4.5, будет посредине между 4 и 5, а 5.9 станет самым сложным лазанием, доступным человеку. Повышение стандартов и улучшенное снаряжение показали, что восхождения, оцененные в 5.9 в 1960-х годах, теперь представляют умеренную трудность, а не предельную. Вместо того, чтобы уменьшать сложность всех трасс каждый раз, когда стандарты обновляются, были добавлены новые категории. Вскоре после добавления категории 5.10 стало ясно, что появятся оценки 5.11, 5.12, и таким образом, система перестала быть десятичной. Самый высокий класс сложности составил 5.10, а к категориям стали добавлять буквы: «a» (самый простой): «b», «c» и «d» (самый сложный).

#### Длина маршрута
Система YDS включает необязательный римский номер, который указывает длину и серьезность маршрута. Класс больше относится к альпинизму и скалолазанию на больших стенах, и обычно не упоминается, когда речь идет о коротких скалах. В зависимости от длительности восхождения оценки варьируются от I до VII:
- Класс I: от одного до двух часов лазания
- Класс II: менее половины дня
- Класс III: полдня
- Класс IV: полный день
- Класс V: восхождение на 2—3 дня
- Класс VI: восхождение длится 4—6 дней
- Класс VII: подъём длится неделю или дольше

#### Рейтинг защиты
Дополнительный рейтинг защиты указывает расстояние и качество защиты для хорошо оснащённого и квалифицированного лидера. Выбранные буквенные коды в то время были идентичны американской системе для оценки содержания фильмов. Оценки варьируются от надёжной защиты, G (Хорошо) — без защиты, X — экстремально сложные. Оценки G и PG (Pretty Good) часто не учитываются, как типичные для обычного, повседневного восхождения. R (Run-out) и X (eXtreme) восхождения обычно отмечаются как предостережение для неосторожного лидера. Применение рейтингов защиты сильно варьируется от района и путеводителя.

### Британская
Британская система классификации для традиционных восхождений, также известная как система классификации Великобритании, используемая в Великобритании и Ирландии, имеет (теоретически) 2 составляющие: интегральная и техническая оценки. Спортивное скалолазание в Великобритании и Ирландии использует французскую систему классификации, часто с префиксом «F».

#### Интегральная оценка
В интегральной оценке делают попытку оценить общую сложность восхождения с учётом всех факторов, которые затрудняют подъём. Включает технически сложные моменты, качество защиты, качество горной породы, воздействие природных сил и другие менее ощутимые аспекты для альпиниста, ведущего маршрут в традиционном стиле. Интегральная оценка была введена О. Г. Джонсом в начале 20-го века, который классифицировал восхождения как «Лёгкие»; «Умеренные»; «Трудные» или «Исключительно тяжёлые». Повышение стандартов несколько раз приводило к добавлению новых слов. Описательные оценки выглядят следующим образом:
- Easy — легкий, используется редко
- Moderate (M или «Mod») — умеренно
- Difficult (D или «Diff») — трудно
- Hard Difficult (HD или «Hard Diff» — всегда пропускается) — весьма трудно
- Very Difficult (VD или «V Diff») — очень трудно
- Hard Very Difficult (HVD или «Hard V Diff» — иногда наименование сокращают) — весьма и очень трудно
- Mild Severe (MS — всегда пропускается) — средней суровости
- Severe (S) — серьезной суровости
- Hard Severe (HS) — жёсткой суровости
- Mild Very Severe (MVS — всегда пропускается) — среднетяжёлой суровости
- Very Severe (VS) — очень сурово
- Hard Very Severe (HVS) — очень жёстко сурово
- Extremely Severe (E1, E2, E3, …) — экстремально сурово

В 2006 году самой сложной считалась категория E11 для Rhapsody на скалах Дамбартон, на которую поднялся Дэйв Маклауд. В августе 2008 года Маклауд завершил новый проект недалеко от Башни-Риджа под названием «Эхо-стена». Он оставил маршрут без оценки, сказав только, что это было «тяжелее Rhapsody».
Категория «XS» (иногда квалифицированная Mild [MXS] и Hard [HXS]) иногда используется для экстремально трудных маршрутов на скалах, когда высока опасность восхождения, а не техническая трудность. Например, если скалы — рыхлые или легко разрушаются.

#### Техническая оценка
Техническая оценка пытается оценить только сложность самого сложного движения или последовательности движений на маршруте, независимо от опасности подъёма и требуемой выносливости. Технические оценки начинаются с 1 и подразделяются на «a», «b» и «c», но редко используются ниже 3c. Техническая оценка первоначально была боулдерингом, представленным французскими альпинистами из Фонтенбло.
Обычно техническая оценка возрастает с описательной, но любое техническое движение, которое хорошо подстраховано (то есть, по-видимому, безопасно), не может значительно повысить интегральную оценку. VS 4c может быть типичным для маршрута. VS 4a обычно указывает на очень плохую страховку. VS 5b обычно указывает на одно ключевое движение сложностью 5b. На мультипитчевых маршрутах интегральная оценка обычно отражает общее восхождение, а на каждый отрезок указывают техническую категорию (например, HS 4b, 4a).

### UIAA
Систему классификации UIAA в основном используют для коротких скальных маршрутов в Германии, Австрии, Швейцарии, Чехии, Словакии и Венгрии. Часто используют на длинных маршрутах в Альпах и Гималаях. Используют римские цифры. Как и в других системах классификации, первоначально планировали возрастание от I (простые маршруты) к VI (сложные), но усовершенствование снаряжения и стандартов привело к тому, что система стала шире после того, как в 1977 году был принят класс VII. Для дальнейшего категорирования могут использовать промежуточные категории, помеченные + и -. С 2016 года самые тяжёлые подъёмы оценены в XII+.

### Французская численная система
Французская численная система, в отличие от интегральной оценки британской системы, оценивает подъём в соответствии с общей технической сложностью и напряжённостью маршрута. Оценки начинаются с 1 (очень просто). Каждый класс можно подразделить, добавив букву (a, b или c). Примеры: 2, 4, 4b, 6a, 7c. Необязательный + могут использовать для промежуточных категорий. Маршруты категорируют по возрастающей сложности: 5c+, 6a, 6a+, 6b, 6b+. Французская система остаётся основной системой, используемой в подавляющем большинстве европейских стран и во многих международных мероприятиях за пределами США.

## Альпинизм
В настоящее время существует несколько систем для оценки горных восхождений. Маршруты альпинизма обычно рассматривают и оценивают на основе их различных аспектов. Например, горный маршрут может быть оценен как 5.6 (скальный класс), A2 (лазание с ИТО), WI3 (восхождения по льду), M5* (смешанного восхождения), 70 градусов (крутизна), 1 километр (длина) и учитывать многие другие факторы (подробнее в Summitpost Alpine Grades).

## Боулдеринг
Есть несколько систем оценки сложности боулдеринговых проблем:
- Система Фонтенбло — наиболее распространённая в Европе. Соответствует французской системе, которую используют для оценки маршрутов свободного лазания. Основное отличие в том, что болдеринговые проблемы, как правило, — намного сложнее соответствующих по категории маршрутов на трудность
- Шкала Уэко или "V", созданная Джоном Шерманом[англ.]. Используют в Северной Америке, описывает маршруты сложности от V0 до V17
- Система "B", которую используют в Северной Америке, включает 3 категории: B1, B2 и B3. B3 — самая сложная категория для маршрутов, которые пройдены единожды
- Британская система описывает категории сложности от 4a и до 7b, используют в Великобритании для традиционных восхождений и боулдеринга
- Система данов, которая похожа на систему данов и кю в боевых искусствах, широко используют в Японии. Так же, как и в боевых искусствах, первый кю дают самым сложным маршрутам в разрядах кю. После разрядов кю начинается разряд дан и нумеруется с 1 Самым сложные маршруты на текущий момент имеют 6 дан.

## Сравнительные таблицы

### Свободное лазание
| YDS (United States) | Британская | Британская | Французская | UIAA     | Саксонская | Ewbank (Австралия, Новая Зеландия) | Ewbank Южная Африка | Нордическая | Нордическая | Бразильская |
| YDS (United States) | Техн.      | Описат.    | Французская | UIAA     | Саксонская | Ewbank (Австралия, Новая Зеландия) | Ewbank Южная Африка | Финская     | SWE/NOR     | Бразильская |
| ------------------- | ---------- | ---------- | ----------- | -------- | ---------- | ---------------------------------- | ------------------- | ----------- | ----------- | ----------- |
| 3-4                 | 1          | M          | 1           | I        | I          | 1-2                                | 1-2                 | 1           | 1           | I           |
| 5.0                 |            |            |             |          |            | 3-4                                | 3-4                 |             |             | I sup       |
| 5.1                 | 2          |            | 2           | II       | II         | 5-6                                | 5-6                 | 2           | 2           | II          |
| 5.2                 |            | D          |             |          |            | 7-8                                | 7-8                 |             |             | II sup      |
| 5.3                 | 3          |            | 3           | III      | III        | 8-9                                | 8-9                 | 3           | 3           |             |
| 5.4                 |            | VD         | 4a          | IV       | IV         | 10-11                              | 10-11               | 4           |             | III         |
| 5.5                 | 4a         | S          | 4b          | IV+      | V          | 11-12                              | 11-12               |             | 4           | III sup     |
| 5.6                 | 4b         | HS         | 4c          | V        | VI         | 13                                 | 13                  | 5-          |             | IV          |
| 5.7                 | 4c         | VS         | 5a          | V+       |            | 14-15                              | 14-15               |             | 5-          |             |
| 5.8                 |            | HVS        | 5b          | VI-      | VIIa       | 15-16                              | 16                  | 5           | 5           | IV sup      |
| 5.9                 | 5a         |            | 5c          | VI       | VIIb       | 17                                 | 17-18               | 5+          | 5+          | V           |
| 5.10a               |            | E1         | 6a          | VI+      | VIIc       | 18                                 | 19                  | 6-          | 6-          | VI          |
| 5.10b               | 5b         |            | 6a+         | VII-     |            | 19                                 | 20                  |             |             |             |
| 5.10c               |            | E2         | 6b          | VII      | VIIIa      | 20                                 | 21                  | 6           | 6           | VI sup      |
| 5.10d               | 5c         |            | 6b+         | VII+     | VIIIb      |                                    | 22                  |             | 6+          |             |
| 5.11a               |            | E3         | 6c 6c+      |          | VIIIc      | 21                                 |                     | 6+          | 7- 7        | 7a          |
| 5.11b               |            |            | 6c 6c+      | VIII-    |            | 22                                 | 23                  |             | 7- 7        | 7b          |
| 5.11c               | 6a         | E4         | 6c 6c+      |          | IXa        | 23                                 | 24                  | 7-          | 7- 7        | 7c          |
| 5.11d               |            |            | 7a          | VIII     | IXb        | 24                                 | 25                  | 7           | 7+          |             |
| 5.12a               |            | E5         | 7a+         | VIII+    | IXc        | 25                                 | 26                  | 7+          |             | 8a          |
| 5.12b               |            |            | 7b          |          |            | 26                                 | 27                  | 8-          | 8-          | 8b          |
| 5.12c               | 6b         | E6         | 7b+         | IX-      | Xa         | 27                                 | 28                  | 8           | 8           | 8c          |
| 5.12d               |            |            | 7c          | IX       | Xb         | 28                                 | 29                  | 8+          |             | 9a          |
| 5.13a               |            | E7         | 7c+         | IX+      | Xc         | 29                                 | 30                  | 9-          | 8+          | 9b          |
| 5.13b               | 6c         |            | 8a          |          |            |                                    | 31                  | 9           | 9-          | 9c          |
| 5.13c               |            | E8         | 8a+         | X-       | XIa        | 30                                 | 32                  | 9+          |             | 10a         |
| 5.13d               |            | E9         | 8b          | X        | XIb        | 31                                 | 33                  | 10-         | 9           | 10b         |
| 5.14a               | 7a         | E10        | 8b+         | X+       | XIc        | 32                                 | 34                  | 10          |             | 10c         |
| 5.14b               |            |            | 8c          |          |            | 33                                 | 35                  | 10+         | 9+          | 11a         |
| 5.14c               | 7b         | E11        | 8c+         | XI-      |            | 34                                 | 36                  | 11-         |             | 11b         |
| 5.14d               |            |            | 9a          | XI       |            | 35                                 | 37                  | 11          |             | 11c         |
| 5.15a               |            |            | 9a+         | XI+      |            | 36                                 | 38                  |             |             | 12a         |
| 5.15b               |            |            | 9b          | XI+/XII- |            | 37                                 | 39                  |             |             | 12b         |
| 5.15c               |            |            | 9b+         | XII-     |            | 38                                 | 40                  |             |             | 12c         |
| 5.15d               |            |            | 9c          | XII      |            |                                    |                     |             |             |             |

Сравнение с русской системой:
| Русская | Французская | UIAA   |
| ------- | ----------- | ------ |
| 1Б      | F/PD        | I/II   |
| 2А      | PD          | II     |
| 2Б      | PD+         | II/III |
| 3А      | AD          | III    |
| 3Б      | AD+/D-      | III/IV |
| 4А      | D           | IV     |
| 4Б      | D+/TD-      | IV/V   |
| 5А      | TD/ED       | V      |
| 5Б      | TD+/ED      | V/VI   |
| 6А      | ED/ED+      | VI     |
| 6Б      | ED3 и выше  | VII    |

### Боулдеринг
| Уэко (USA) | Фонтенбло | Бразильская |
| ---------- | --------- | ----------- |
| VB         | 3         | I           |
| V0-        | 4-        | II          |
| V0         | 4         | III         |
| V0+        | 4+        | IV          |
| V1         | 5         | IV sup      |
| V2         | 5+        | V           |
| V3         | 6A        | VI          |
|            | 6A+       | VI          |
| V4         | 6B        | VI sup      |
|            | 6B+       | VI sup      |
| V5         | 6C        | 7a          |
|            | 6C+       | 7b          |
| V6         | 7A        | 7c          |
| V7         | 7A+       | 8a          |
| V8         | 7B        | 8b          |
|            | 7B+       | 8c          |
| V9         | 7C        | 9a          |
| V10        | 7C+       | 9b          |
| V11        | 8A        | 9c          |
| V12        | 8A+       | 10a         |
| V13        | 8B        | 10b         |
| V14        | 8B+       | 10c         |
| V15        | 8C        | 11a         |
| V16        | 8C+       | 11b         |
| V17        | 9A        | 11c         |